# کارکا (بازیکن فوتبال، زاده ۱۹۶۸)
کارکا (انگلیسی: Careca؛ زادهٔ ۲۷ سپتامبر ۱۹۶۸) بازیکن فوتبال اهل برزیل بود.
از باشگاه‌هایی که در آن بازی کرده‌است می‌توان به باشگاه فوتبال اتلتیکو مینیرو، باشگاه ورزشی کروزیرو، باشگاه فوتبال فامالیکاو، باشگاه فوتبال اسپورتینگ پرتغال و باشگاه فوتبال کوریتیبا اشاره کرد.
وی در مسابقات بین‌المللی در مجموع برندهٔ ۱ مدال طلا، ۱ مدال نقره شده‌است.